# Pingxiang
Pingxiang (ook gespeld als P'ing-Shang) is een stadsprefectuur in het westen van de zuidelijke provincie Jiangxi, Volksrepubliek China. Pingxiang heeft 363.000 inwoners (2001); de prefectuur als geheel 1,8 miljoen inwoners. Pingxiang ligt in het zuiden van China, in het westen van Jiangxi.
In Pingxiang ligt de fabriek van Pingxiang Steel. Geopend in 1954 is het de oudste staalfabriek in de provincie. Ze behoort thans tot de Fangda Steel-staalgroep.